# Jean Yanne

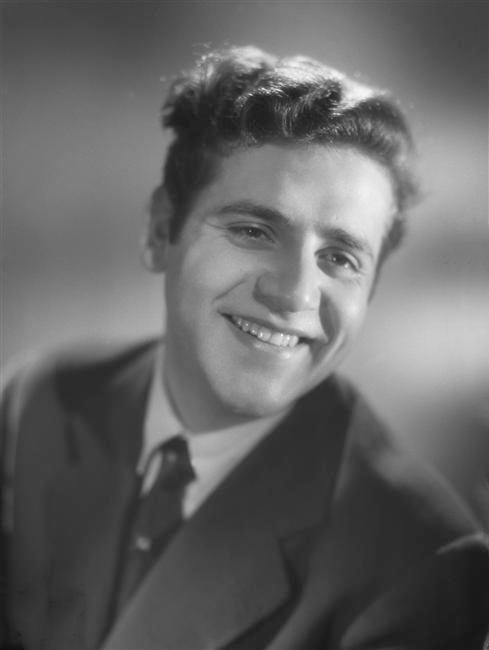
Jean Yanne, 1954

Jean Yanne, bürgerlich: Jean Roger Gouyé (* 18. Juli 1933 in Les Lilas, Département Seine; † 23. Mai 2003 in Morsains, Département Marne), war ein französischer Schauspieler, Regisseur und Drehbuchautor.

## Leben
Der junge Jean Gouyé begann als Journalist zu arbeiten, bevor er sich der Theatergruppe von Yves Robert anschloss, um Komiker und schließlich Schauspieler zu werden.
Jean Yanne war neben vielen Größen des französischen Kinos zu sehen, wie zum Beispiel Stéphane Audran oder Catherine Deneuve, und bald selbst einer von ihnen.
Er gewann 1972 den Darstellerpreis bei den Internationalen Filmfestspielen von Cannes und drehte noch bis kurz vor seinem Tod.
Seinen letzten Film Atomik Circus – Le retour de James Bataille konnte er jedoch nicht mehr vollenden, da er während der Dreharbeiten verstarb. Seine Rolle wurde von Jean-Pierre Marielle übernommen, und der Film erhielt am Beginn des Abspanns eine Widmung an den Verstorbenen.
Als Schauspieler war er in rund 100 Film- und Fernsehproduktionen zu sehen. Als Regisseur verantwortete er von 1972 bis 1985 sieben Filme, bei denen er auch an der Drehbuchentwicklung beteiligt war. Er war auch als Filmproduzent tätig.
Der Schauspieler war ab 1975 mit der französischen Schauspielerin Mimi Coutelier verheiratet.

## Filmografie (Auswahl)
- 1964: Das umgekehrte Leben (La Vie à l'envers) – Regie: Alain Jessua
- 1965: Auch große Scheine können falsch sein (Monnaie de singe) – Regie: Yves Robert
- 1966: Der Lord mit der MP (Le Saint prend l’affût)
- 1967: Weekend (Week End)
- 1968: Erotissimo – Regie: Gérard Pirès
- 1969: Das Biest muß sterben (Que la bête meure)
- 1970: Der Schlachter (Le Boucher)
- 1970: Der große Coup des Kommissars (Laisse aller … c’est une valse) – Regie: Georges Lautner
- 1970: Die Filzlaus kehrt zurück (Il rompiballe … rompe ancora) – Regie: Gérard Pirès
- 1970: Was würden Sie an meiner Stelle tun? (Êtes-vous fiancée à un marin grec ou à un pilote de ligne?) – auch Drehbuch – Regie: Jean Aurel
- 1972: Die große Masche (Tout le monde il est beau, tout le monde il est gentil) – auch Drehbuch und Regie
- 1972: Pardon, Genossen! Edel sei der Mensch, hilflos und reich (Moi, y’en a vouloir des sous) – auch Drehbuch und Regie
- 1972: Wir werden nicht zusammen alt (Nous ne vieillirons pas ensemble)
- 1974: Die Chinesen in Paris (Les Chinois à Paris) – auch Drehbuch, Regie und Produktion
- 1976: Der Erpresser (Armaguedon) – Regie: Alain Jessua
- 1977: Der Ankläger (L’Imprécateur) – Regie: Jean-Louis Bertuccelli
- 1977: Staatsraison (La Raison d’état) – Regie: André Cayatte
- 1977: Fetzig, frei und endlich high (Moi, fleur bleue) – Regie: Éric Le Hung
- 1980: Asphalt (Asphalte) – Regie: Denis Amar
- 1982: Die verrücktesten 90 Minuten vor Christi Geburt (Deux heures moins le quart avant Jésus-Christ) – Darsteller und Regie
- 1983: Hanna K.
- 1986: Der Tölpel (Le Paltoquet)
- 1986: Die Augen des Wolfes (Oviri)
- 1987: Die Zeit des Verbrechens (Attention bandits!)
- 1987: Dschungelgold: Cayenne Palace (Cayenne Palace) – Regie: Alain Maline
- 1989: Schneller als das Auge (Quicker Than the Eye)
- 1991: Madame Bovary
- 1992: Indochine
- 1992: Die Affäre Seznec (L’Affaire Seznec) – Regie: Yves Boisset
- 1992: Fausto – Regie: Rémy Duchemin
- 1992: Sevillana (La Sévillane) – Regie: Jean-Philippe Toussaint
- 1993: Die dreifache Locke (Chacun pour toi): Regie: Jean-Michel Ribes
- 1993: Doppelte Tarnung (Profil bas)
- 1993: Maigret in Nöten (Maigret et l’écluse) – Regie: Denys de La Patellière
- 1993: Wenn Männer fallen (Regarde les hommes tomber) – Regie: Jacques Audiard
- 1994: Das Floß der Medusa (Le Radeau de la Méduse)
- 1994: Ein Herz für Angel (Ils n’ont pas 20 ans) – Regie: Charlotte Brandstrom
- 1995: Nachrichten vom Lieben Gott (Des nouvelles du Bon Dieu) – Regie: Didier Le Pêcheur
- 1995: Der Husar auf dem Dach (Le Hussard sur le toit)
- 1996: Désiré
- 1996: Beaumarchais – Der Unverschämte (Beaumarchais, l’insolent)
- 1996: Kinder des Scheusals (Enfants de salaud) – Regie: Tonie Marshall
- 1999: Meine schöne Schwiegermutter (Belle maman)
- 1999: In den Fußstapfen meines Vaters (Je règle mon pas sur le pas de mon père)
- 2001: Pakt der Wölfe (Le Pacte des Loups)
- 2001: Liebe macht schwindlig (Vertiges de l’amour) – Regie: Laurent Couchan
- 2003: Pay Off: Die Abrechnung (Gomez et Tavares) – Regie: Gilles Paquet-Brenner
- 2003: Kleine Wunden (Petites coupures)